# Systematik des Pflanzenreichs
Die Systematik des Pflanzenreichs befasst sich mit dem Aufstellen und Aktualisieren einer Systematik der Pflanzen und spezieller Systeme von Pflanzengruppen.
Im folgenden System des Pflanzenreichs wird eine Klassifikation aller rezenten Pflanzen-Taxa bis auf Klassenebene vorgenommen. Sie folgt weitgehend der 36. Auflage des Lehrbuchs Strasburger – Lehrbuch der Botanik.  Weitergehende Untersysteme und entsprechende Referenzen finden sich, falls notwendig, bei den betreffenden Untergruppen.

## Reich Plantae
- Pflanzen (Plantae)
  - Abteilung Lebermoose (Marchantiophyta)[2]
    - Überklasse I
      - Klasse Treubiopsida
      - Klasse Haplomitriopsida

    - Überklasse II
      - Klasse Blasiopsida
      - Klasse Marchantiopsida

    - Überklasse III
      - Klasse Fossombroniopsida
      - Klasse Pallaviciniopsida
      - Klasse Pelliopsida

    - Überklasse IV
      - Klasse Jungermanniopsida

  - Abteilung Laubmoose (Bryophyta)[2]
    - Unterabteilung Takakiophytina
      - Klasse Takakiopsida

    - Unterabteilung Sphagnophytina
      - Klasse Torfmoose[1] (Sphagnopsida)

    - Unterabteilung Bryophytina
      - Klasse Klaffmoose[1] (Andreaeopsida)
      - Klasse Oedipodiopsida
      - Klasse Tetraphidopsida
      - Klasse Frauenhaarmoose (Polytrichopsida)
      - Klasse Laubmoose i. e. S.[1] (Bryopsida)

  - Abteilung Hornmoose (Anthocerotophyta)[2]
    - Klasse Leiosporocerotopsida
    - Klasse Anthocerotopsida

  - Abteilung Gefäßpflanzen (Tracheophyta)
    - Unterabteilung Bärlapppflanzen (Lycopodiophytina)
    - ohne Rang Farne[3]
      - Klasse Psilotopsida[3]
      - Klasse Schachtelhalme (Equisetopsida)[3]
      - Klasse Marattiopsida[3]
      - Klasse Echte Farne (Polypodiopsida)[3]

    - Unterabteilung Samenpflanzen (Spermatophytina)
      - 1. Klasse Palmfarne (Cycadopsida)
      - 2. Klasse Ginkgopflanzen (Ginkgoopsida), rezent nur Ginkgo
      - 3. Klasse Koniferen (Coniferopsida), inklusive Gnetales
      - 4. Klasse Bedecktsamer (Magnoliopsida)

## Geschichte
Es gibt viele unterschiedliche Systeme des Pflanzenreichs. Eines der ersten modernen Systeme stammte von De Candolle (1819). Historisch wichtige deutschsprachige Systeme sind die Systematik der Pflanzen nach Engler und die Systematik der Pflanzen nach Wettstein. Bis zum Durchbruch molekulargenetisch gestützter Systematiken war für das System der Bedecktsamigen Pflanzen zudem die Systematik der Bedecktsamer nach Cronquist (1981) des amerikanischen Botanikers Arthur John Cronquist wichtig: diese wurde auch in Lehrbücher und Standardwerke wie dem Strasburger oder dem Schmeil-Fitschen übernommen. Ähnlich aufgebaut wie bei Cronquist ist die Systematik der Bedecktsamer nach Tachtadschjan.  Heute ist das wichtigste System der Bedecktsamer das in vier Veröffentlichungen 1998, 2003, 2009 und 2016 ausformulierte System der Angiosperm Phylogeny Group.